# St. Kilian (Westhausen)

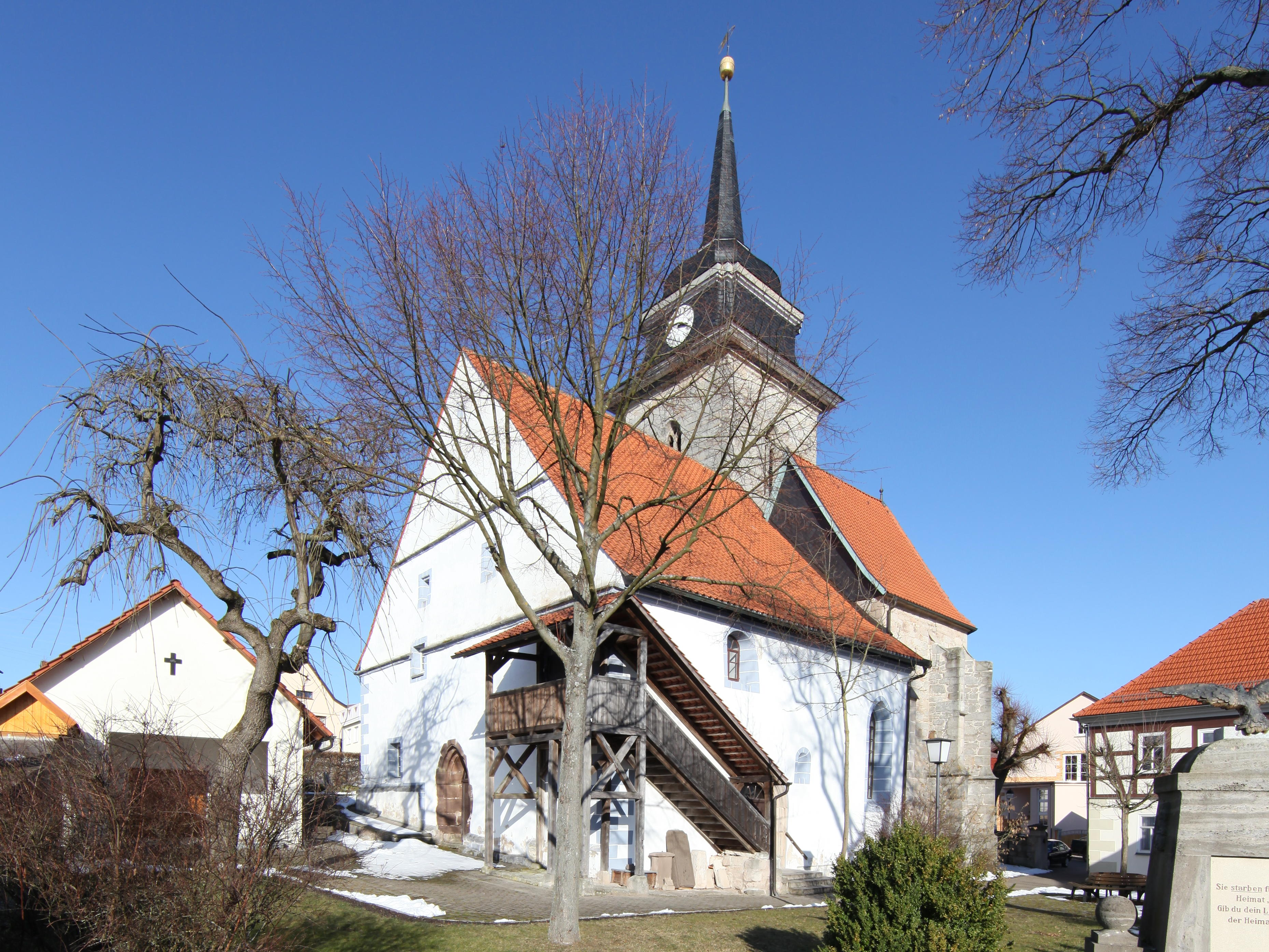
St. Kilian in Westhausen

Die evangelisch-lutherische Kirche St. Kilian steht in Westhausen, einer Gemeinde im Landkreis Hildburghausen (Thüringen). Die das Ortsbild prägende, denkmalgeschützte Kilianskirche befindet sich in unmittelbarer Nachbarschaft zum größtenteils ummauerten Friedhof in der Mitte von Westhausen.
Der spätgotische Bau stammt aus dem Jahr 1466. Den etwa acht Meter langen und sieben Meter breiten Hochchor samt dem Altarraum überspannt eine Kombination aus Kreuz- und Netzgewölbe mit vier Schlusssteinen. Das mittlere Fenster des Chores, mit der farbigen Darstellung des gekreuzigten Christus als Auferstandenen, ist Mittelpunkt des Chorraumes. Das Kirchenschiff mit einem etwa quadratischen Grundriss und einem Satteldach wird von einer Kassettendecke überspannt. Die Orgel auf der Westempore schuf 1750 der Hildburghäuser Orgelbaumeister Johann Christian Dotzauer. Sie wurde 2015–2017 durch Orgelbaumeister Jörg Stegmüller umfassend restauriert.
Der dreistöckige Kirchturm mit vier Glocken besitzt in der Basis einen romanischen Kern sowie eine spitz zulaufende Turmhaube aus dem Jahr 1876. Die älteste Bronzeglocke wurde 1520 gegossen.